# Fausto Poli
Fausto Poli, ou Faustus Poli (né le 17 février 1581 à Usigni, aujourd'hui en Ombrie, Italie, alors dans les États pontificaux, et mort le 7 octobre 1653 à Orvieto) est un cardinal italien du XVIIe siècle.

## Biographie
Fausto Poli est membre de la cour du cardinal Maffeo Barberini, le futur pape Urbain VIII. En 1632 il est nommé préfet du palais apostolique. Poli est élu archevêque titulaire d' Amasea (de) en 1633 et est nonce de l'infante Maríe, sœur du roi Philippe II d'Espagne et épouse de l'empereur Maximilien II pendant son voyage à Vienne.
Il est créé cardinal par le pape Urbain VIII lors du consistoire du 13 juillet 1643. Le cardinal Poli est préfet ad interim du palais apostolique et est transféré en 1644 au diocèse d'Orvieto. Il participe au conclave de 1644, lors duquel Innocent XI est élu pape.